# 盤
| ウィキペディアには「盤」という見出しの百科事典記事はありません（タイトルに「盤」を含むページの一覧/「盤」で始まるページの一覧）。 代わりにウィクショナリーのページ「盤」が役に立つかもしれません。 |